# Hans Böhm
Hans Böhm (Rotterdam, 15 januari 1950) is een Nederlands schaker met FIDE-rating 2307 in 2019. Hij is sinds 1975 een Internationaal Meester (IM). Tevens is hij een expert in eindspelstudies.
Böhm werd bekend als schaker, schrijver/journalist en presentator. Hij schreef columns en vaste rubrieken en publiceerde meer dan twintig boeken, onder andere over schaken. Sinds 2008 is hij schaakmedewerker van De Telegraaf. In de periode 1970-1985 schaakte hij professioneel en begonnen zijn werkzaamheden voor radio en tv.

## Jeugd

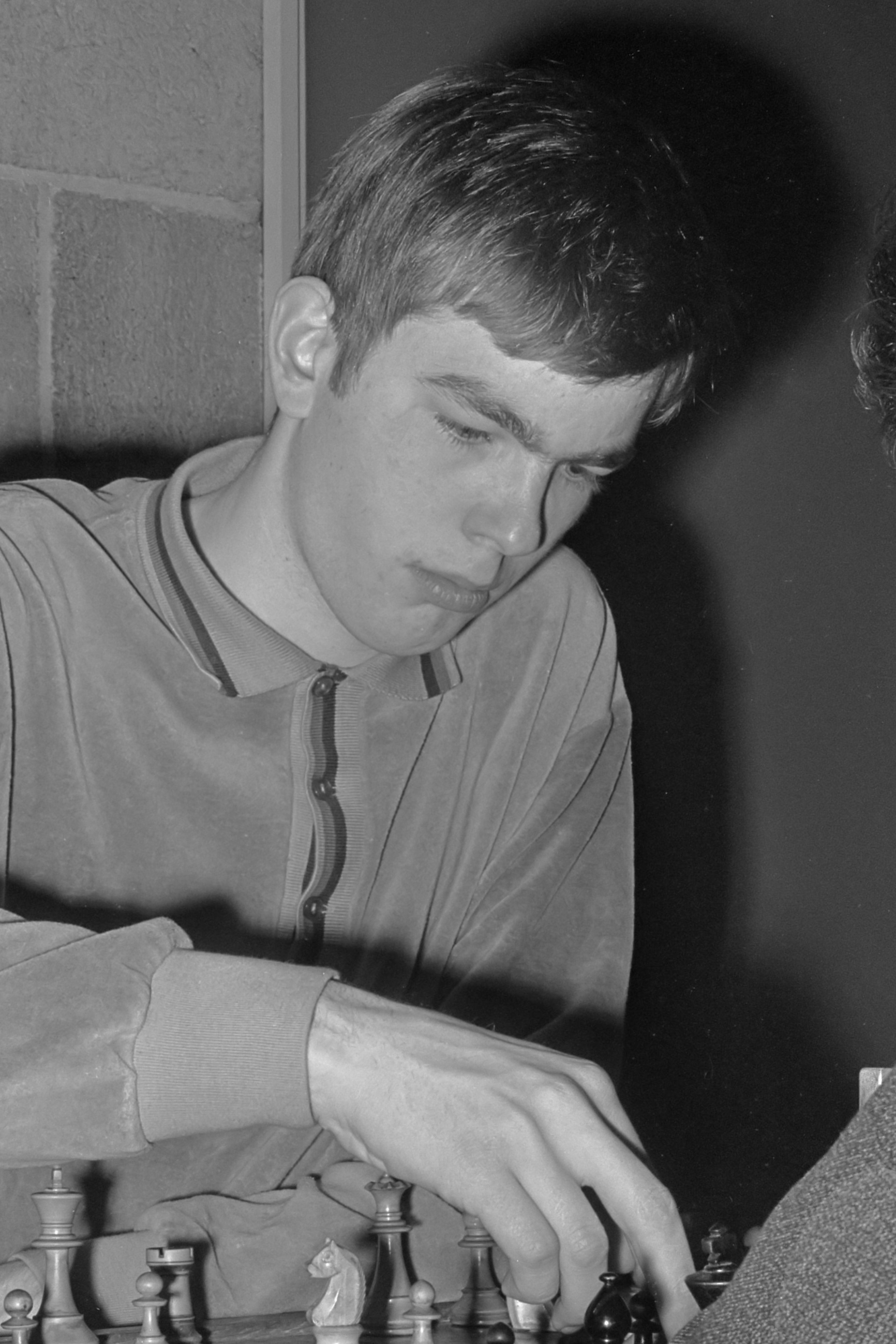
Hans Böhm (1968)

Hij leerde schaken op vijfjarige leeftijd van zijn ouders Piet Böhm (1906-1974), zanger en zangpedagoog en Antoinette van Meurs (1917-1974) pianobegeleiding en onder andere secretaresse van Nobelprijswinnaar professor Jan Tinbergen. Zij trouwden in 1946 voor de Soefibeweging en kregen drie kinderen, van wie Hans de jongste is.
De jeugdjaren van Böhm stonden in het teken van muziek en sporten. Hij volgde de muziekschool 1960-1962 en kreeg van 1962 tot 1967 vioolles. Hij was lid van voetbalclub Xerxes, tafeltennisvereniging Twenty-One-Up, schaakvereniging Overschie (van 1957 tot 1964) en schaakvereniging Rotterdam (vanaf 1964) waarmee hij 17 keer het NK behaalde en in 1999 tot erelid werd benoemd. In 1968 werd hij jeugdkampioen van Nederland en kreeg een wekelijkse rubriek in De Havenloods, een huis-aan-huisblad in de regio Rotterdam. Hij heeft een opleiding gevolgd aan de havo. 
In 1969 speelde hij mee in het Europees jeugdkampioenschap te Groningen. Met Jan Timman betrok hij in 1970 een studentenflat in Amsterdam-Noord, de Zilverberg, van waaruit zij de wereld introkken en op professionele wijze de schaaksport gingen beoefenen.

## Schaakprestaties
- 1974
  - 2e plaats internationaal toernooi Las Palmas
  - 3e plaats World Open, New York
  - 1e plaats internationaal meestertoernooi in Zweden
- 1975
  - 2e plaats met 9 uit 11 in NK achter Jan Timman (9,5 punt)
  - 2e plaats in IBM toernooi Amsterdam
  - toekenning titel Internationaal Meester
- 1976
  - Guinness wereldrecord simultaanschaken in Den Haag 500 tegenstanders in 24 uur 86% winst
- 1978
  - nationaal snelschaakkampioen
- 1985
  - IBM, Böhm streed mee om de toernooiwinst maar verloor in de slotronde van Timman
- 1988
  - Verbetering Guinness wereldrecord simultaanschaken te Wijk aan Zee 560 tegenstanders in 26 uur met 94% winst.

Vanaf 2008 speelt Böhm voor SV En Passant te Bunschoten. In 2010 werd hij Senioren kampioen van Nederland.

## Schrijven
Medewerker Schaakbulletin 1968-1984; column in Schakend Nederland 1976-1980; wekelijkse rubriek in Elsevier Magazine 1977-1979; 1979-1985 vaste schaakmedewerker NRC-Handelsblad; 1985-1988 verslaggeving voor GPD-bladen; 1980-1983 rubriek in Weltwoche (Zwitserland); medewerker internationaal vakblad Schachwoche 1982-2003; vaste schaakmedewerker De Telegraaf vanaf 2008; voormalig freelance columnist voor computermaandblad Computer!Totaal.

## Boeken
Böhm was (mede)auteur van een twintigtal schaakboeken en diverse boeken over andere onderwerpen. Een aantal voorbeelden hiervan zijn:
- De 32 stukken van Hans Böhm (1992), een selectie van markante journalistieke bijdragen;
- Je praat wel over geld (1999), een cliënt in dialoog met zijn bankier;
- Duidelijke Digitaal (2000), een dialoog over de verworvenheden en valkuilen van de informatiemaatschappij;
- Olympische Spelen Sydney (2000), officieel boek NOC-NSF;
- Op zoek naar de Japanse lach (2001), een dagboek van een bijzondere reis
- Bobby Fischer. De dolende koning. (Met Kees Jongkind). Baarn, Tirion, 2003. ISBN 90-439-0492-9
- De Wijsheid en de Kan (2006), over verantwoord alcoholgebruik. ISBN 978-90-439-0893-1

## Columns
- "In STUDIO", omroepblad KRO (1990)
- "Vast&Zeker", magazine van OHRA (1985-1990)
- "De Perfektie", bedrijfsblad Mitsubishi (1994-1995)
- "Fonds en Visie", FortisBank (2000-2004)
- "Via Shell", Shell (2001-2002)
- "Maritiem Nederland" (2007-2009)
- "Midi", damesblad (2008-2009)

## Radio
Vanaf 1972 (WK Fischer - Spassky, Reykjavik) wordt Böhm gevraagd door alle omroepen om de schaaksport te verslaan. In 1977 presenteert hij 4 afleveringen op de radio: "Schaken met Hans Bohm", met Cees Buddingh, Drs. P, Freek de Jonge en Jan Timman. Van 1978 tot 1992 presenteert hij bij de KRO het programma "Man en Paard", onder regie van Jos Timmer, een programma over het wel en wee in de schaaksport. Vanwege de populariteit van 200.000 luisteraars werd deze wekelijkse halfuurshow dertien jaar lang uitgezonden. Voor het algemene sportprogramma "Langs de Lijn" van de NOS is Böhm vanaf eind jaren zeventig tot heden de schaaksportverslaggever. In 2013 had Böhm wekelijks een gesproken column in het actualiteitenprogramma Goedemorgen Nederland, getiteld ‘Het ochtendhumeur van Hans Böhm’.

## Langspeelplaat
In 1979 presenteerde Böhm met Jan Timman een schaakcursus op een langspeelplaat, met een voorwoord van Max Euwe.

## Televisie
- Journaal. 1986-1990 in de reguliere journaals deed Böhm soms dagelijks verslag van WK’s en de weg naar de top van Jan Timman, met stellingen en varianten. Dit verhoogde de populariteit van de schaaksport.
- Milieuspotjes. Van 1988 – 1993 was Böhm het gezicht van de milieuspotjes van VROM: ‘een beter milieu begint bij jezelf’.
- Sport Studio 1988 NOS: Als tegenhanger/ aanvulling van Studio Sport, met bijdragen van onder anderen Barend en Van Dorp en Ria Stalman. Böhm was de centrale presentator.
- Schaakcursussen op televisie. In de loop der tijd heeft Hans Böhm diverse cursussen bedacht en gepresenteerd zoals:
  - Van huisschaker tot clubschaker, 12 delen 1988/9 AVRO;
  - Gooi de loper uit, NCRV 1994;
  - Iedereen kan Schaken, als Graaf Schakula, 1997-2001, Teleac / NOT.
- Ook dat nog!: 1989 – 1999, satirisch consumentenprogramma met grote kijkdichtheid (KRO).
- Hersens op Hol 1991/2, In 10 afleveringen van een uur werden met deelexperts allerlei wetenschappelijke onderwerpen behandeld zoals oppervlaktespanning, chaostheorie, kansberekening enz. Regie Jop Pannekoek.
- Meeste stemmen gelden 1993 – 1994, KRO, juryrechtspraak door ‘gewone’ mensen.
- Televisieportret. In 1994 zond de KRO een televisieportret uit over leven en werken van Hans Böhm.
- Böhms Bovenkamer, 2000/01, RTL 5, over uitvinders, verzamelaars en gezelschappen met een gezamenlijke hobby.

## Films
- 1982 ‘Dubbelpion’, KRO een spannende familieserie. Regisseur Jan Keja vroeg Böhm advies voor de vele schaakscènes.
- 1989 ‘De schaker en de dame’, regie Esmé Lammers, kleindochter van Max Euwe.
- 1995 ‘Lang Leve de Koningin’, bioscoopfilm, regie Esmé Lammers.

## Persiflages
Böhm is veel gepersifleerd vanwege zijn Rotterdamse tongval en zijn rustige spreektempo en denkpauzes door onder anderen Youp van ’t Hek, Koot en Bie, Bart de Graaff, Robert Paul en Jiskefet.

## Cd
In 1993 bracht Böhm de cd ‘De Knieën van de Genieën’ uit met vijf liedjes waarin de schaaksport een rol speelt. Tekstschrijvers waren Jan Boerstoel, Han Kooreneef, Erik van Muiswinkel en Jos Timmer, met muziek van Diederik van Vleuten.

## Teletekst
Vanaf 1980 tot en met het begin van de jaren negentig leverde Böhm wekelijks schaakstudies aan voor Teletekst.

## Organisatiewerk
Böhm werd betrokken bij de organisaties van grote schaakevenementen zoals Interpolis 1977-1992, het VSB-toernooi (1987-1996), OHRA 1982-1997, KRO-tweekampen 1982-1991, Hoogovenschaaktoernooi (onder andere Guinnesswereldrecord 1988). Hij is ambassadeur van De Schaakkaravaan, een basisschoolproject van het Max Euwe Centrum en ambassadeur van SLIM.nl, een KNSB-project voor alle middelbarescholieren. Tevens is hij ambassadeur van het masterproject van de KNSB, voor de leeftijdsgroep 50+.

## Onderscheidingen
- 1990: Televizierring
- 1993: Tros TV-ster (Ook dat Nog!)
- 1993: Lid van Verdienste KNSB
- 1999: Erelid SV Rotterdam
- 1996-2001: Drager van de Euwe-ring
- 2011: Ridder in de Orde van Oranje Nassau

## Böhm Communications BV
Vanaf 1988 is Hans Böhm als dagvoorzitter en spreker werkzaam.